# Caraboros
Os caraboros (karaboros), também chamados caracaros (karakaros), caracoras (karakoras), caramas (karamas), coromas (koromas), cares (kares), camas (kamas), querês (keres), clerês (kleres) e caiês (kayes), são um povo da África Ocidental que habita o sudoeste de Burquina Fasso e norte da Costa do Marfim, particularmente onde o rio Comoé cruza a fronteira, e são aparentados ao grupo maior dos senufôs. A maioria deles são agricultores. Sua língua pertence ao grupo das línguas senufôs.

## História
Em 1888, Louis-Gustave Binger escreveu sobre eles durante sua viagem do rio Níger ao golfo da Guiné: "ao norte do pico de Locognilé, vivem os caraboros, depois os turogas ou turungas. Há pouca informação sobre o primeiro desses povos: se parecem aos comonos, mas falam um idioma que se aproxima a língua dos mbuinos". Em 1888, 1891 e 1892, fez campanha contra os samogôs, turcas e caraboros.